# Tinodes sauteri
Tinodes sauteri är en nattsländeart som beskrevs av Georg Ulmer 1908. Tinodes sauteri ingår i släktet Tinodes och familjen tunnelnattsländor. Inga underarter finns listade i Catalogue of Life.